# صفرصفرصفر
صفرصفرصفر (به انگلیسی: ZeroZeroZero) یک مجموعهٔ تلویزیونی ایتالیایی در ژانر درام جنایی است که توسط استفانو سولیما، لئوناردو فاسولی و مائوریسو کاتز برای شبکه‌های پرایم ویدئو، کانال+ و آتلانتیک اسکای تولید شده‌است. این مجموعه براساس کتابی به همین نام نوشتهٔ روبرتو ساویانو ساخته شده‌است و داستان آن درباره فروش کوکائین است. آندره‌آ ریسبرو، دین دی‌هان و گابریل بیرن به عنوان یک خانواده آمریکایی لینوود بازی می‌کنند که مسئولیت کنترل یک شرکت بین‌المللی حمل و نقل را برعهده دارند. این شرکت در نقش واسطه معاملات مواد مخدر میان مکزیک و ایتالیا فعالیت می‌کند. نام این مجموعه از آرد 000 الهام گرفته‌شده‌است که نام مستعار در بین قاچاقچیان مواد مخدر برای خالص‌ترین کوکائین موجود در بازار است.
دو اپیزود نخست این مجموعه در تاریخ ۵ سپتامبر ۲۰۱۹ در هفتاد و ششمین دوره جشنواره بین‌المللی فیلم ونیز به نمایش گذاشته‌شد. صفرصفرصفر در ۱۴ فوریه ۲۰۲۰، در ایتالیا از طریق اسکای آتلانتیک در تلویزیون به نمایش درآمد. سریال نقدهای مثبتی را از سوی مخاطبان و منتقدان دریافت کرد.

## داستان
دون مینو یک پدرخواندهٔ فراری از دست پلیس ایتالیایی، برای احیای کسب و کار خود از لینوود، همکار قدیمی و صاحب یک شرکت کشتی‌رانی درخواست می‌کند تا محموله‌ای کوکائین را به جیویا تاورو بفرستد. در اثنای معامله در شهر مونتری در مکزیک، لینوود زخمی شده و می‌میرد. دخترش اما و پسرش کریس -که به بیماری هانتینگتون مبتلاست- می‌کوشند محموله را بفرستند. ولی نوهٔ دون مینو به همراه گروهی که قصد نابود کردن دون مینو را دارند می‌کوشند تا جلو رسیدن این محموله را به هر نحوی که شده بگیرند.